# Xestia eugnorista
Xestia eugnorista är en fjärilsart som beskrevs av Charles Boursin 1963. Xestia eugnorista ingår i släktet Xestia och familjen nattflyn. Inga underarter finns listade i Catalogue of Life.